# T&TEC SC
El T&TEC SC fue un equipo de fútbol de Trinidad y Tobago que jugó en la TT Pro League, la primera división de fútbol del país.

## Historia
Fue fundado en el año 1956 en la ciudad de San Fernando, Trinidad y Tobago, como el equipo representante de la Comisión Eléctrica de Trinidad y Tobago, aunque fue hasta la temporada 2010/11 que participó por primera vez en la máxima categoría del fútbol en Trinidad y Tobago tras ganar el ascenso de la National Super League en 2010.
Su debut en el profesionalismo fue bastante bueno, ya que consiguieron llegar a la final de la Copa de la Liga y de la TT Classic Cup, y terminaron en la segunda posición de la TT Pro League solo por detrás del W Connection para redondear una gran temporada inaugural en el profesionalismo.
Lo que parecía ser el inicio de algo muy bueno terminó en desastre, ya que por orden de Peter Mohan, su director deportivo, decidió deshacerse de toda la planilla y que empleados de la Comisión Eléctrica de Trinidad y Tobago fueran los que integraran al club para abaratar costos.
El error fue tan grande que terminaron en último lugar de la TT Pro League, y por consiguiente el club desaparece por falta de financiamiento.

## Palmarés
- National Super League (1): 2010

## Jugadores

### Jugadores destacados
| - Akini Adams - Brenton de Leon - Anthony Noreiga - Javed Mohammed | - Jamal Ayres - Keeron Benito - Cebastian Bailey - Tigana Sparks |